# Monument de la Gloire (Novossibirsk)
Le monument de la Gloire (Монумент Славы) est un complexe mémoriel situé à Novossibirsk en Russie. Il est dédié aux Sibériens ayant participé  à la Grande Guerre patriotique (1941-1945). Il se trouve dans le district urbain (raïon) de Lénine. Il a été inauguré le 6 novembre 1967. Il est inscrit au patrimoine culturel de la fédération de Russie.

## Histoire
L'auteur du monument de la Gloire de Novossibirsk est le sculpteur monumentaliste Alexandre Tchernobrovtsev. Les architectes Mikhaïl Pirogov et B. Zakharov, ainsi que le sculpteur B. Ermichine ont collaboré au projet. Ce complexe monumental occupe une surface de presque deux hectares.
Il est constitué d'un mémorial aux femmes et mères en deuil, de la flamme éternelle et de cinq pylônes puissants de dix mètres sur lesquels sont figurées des étapes importantes de la guerre. De l'autre côté, les noms gravés en métal de 30 266 citoyens de Novossibirsk tombés sur les fronts sont enfoncés dans le béton des pylônes. Entre les pylônes sur l'estrade sont placées quatre urnes avec de la terre provenant des lieux de batailles les plus sanglantes. Le monument est inscrit à la liste du patrimoine architectural de la RSFSR le 4 décembre 1974.

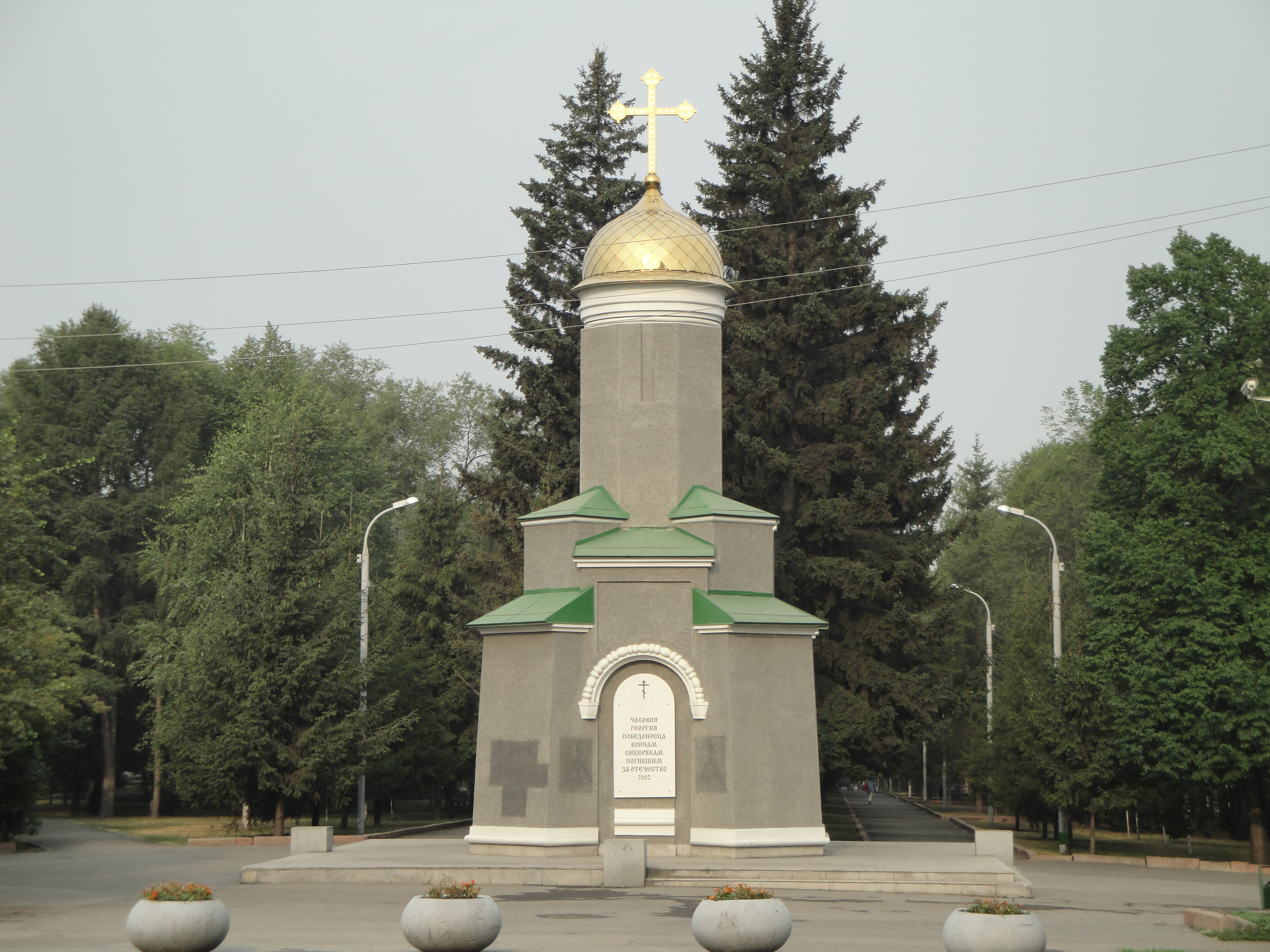
Chapelle Saint-Georges-le-Victorieux.

Une allée de la Gloire mène au complexe mémoriel bordée de cent sapins plantés en l'honneur des Héros de l'Union soviétique originaires de Novossibirsk. Le monument « Unité du front et de l'arrière » est iauguré en 1999 en l'honneur des vétérans du travail qui travaillaient dans les entreprises du complexe de défense de Novossibirsk. La chapelle Saint-Georges-le-Victorieux a été érigée au milieu du square de la Gloire au début des années 2000 sur les fonds des anciens combattants de la guerre d'Afghanistan (1979-1989) et des guerres de Tchétchénie. Elle est consacrée aux soldats sibériens morts pour la Patrie dans les guerres du XXe siècle.
Une allée des Héros de l'Union soviétique et des récipiendaires de l'ordre de la Gloire de Novossibirsk et de l'oblast de Novossibirsk est inaugurée le 3 mai 2005. La composition architecturale présente des stèles en béton revêtues de dalles de granit marron et gris, qui sont érigées de part et d'autre de l'allée. Les noms et prénoms de 270 citoyens de Novossibirsk - Héros et détenteurs à part entière de l'Ordre de la Gloire - sont gravés sur les stèles. Au centre du site se trouve une couronne en laiton avec l'inscription: « Dédié au peuple de Novossibirsk - Héros de l'Union soviétique, chevaliers à part entière de l'Ordre de la Gloire ».
Certaines parties du complexe sont vandalisées le 12 décembre 2014 ; les couleurs du drapeau ukrainien sont badigeonnées sur le BM-13 «Katioucha» et le tank T 34. Sur l'une des stèles, il est écrit à la peinture le mot « Azov » (nom d'un régiment de la garde nationale ukrainienne) avec une effigie du Wolfsangel, emblème de la 2e division SS Das Reich. Enfin, les vandales s'attaquent au monument en l'honneur de Lénine pour y écrire ''Gloire à l'Ukraine''. Les auteurs de ces actes, de jeunes russes de 17 à 23 ans, sont arrêtés le 15 décembre suivant.

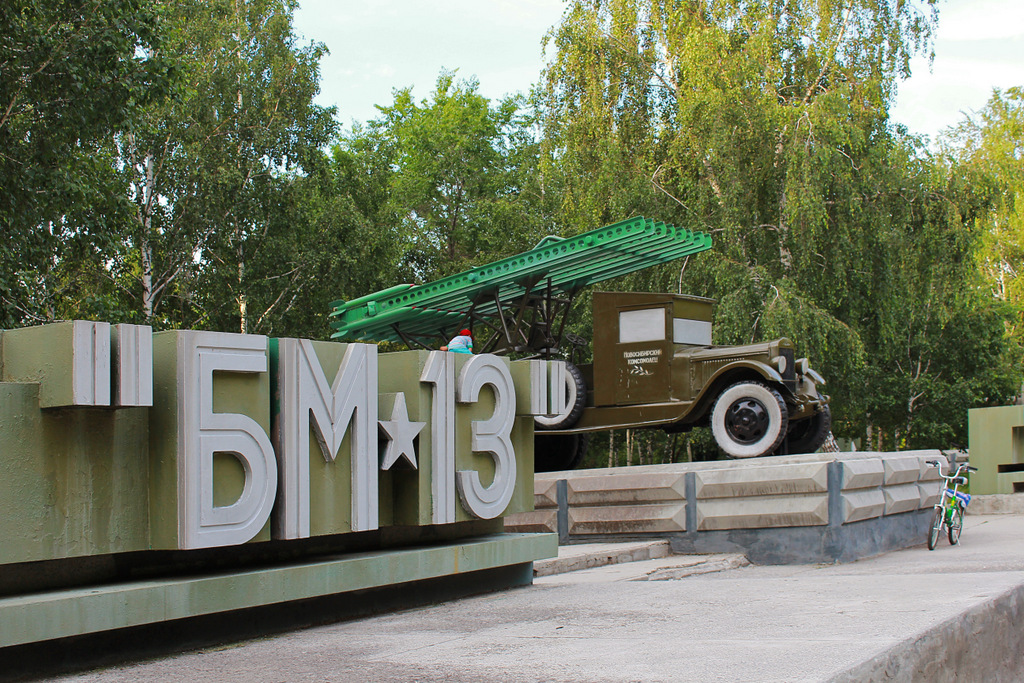
BM-13.
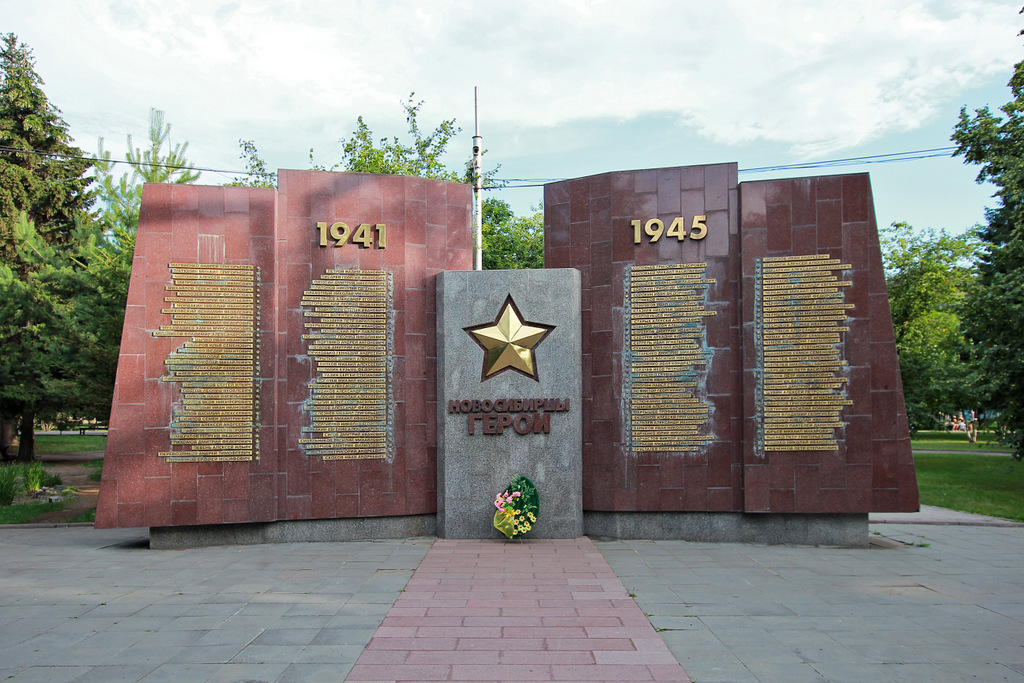
Noms des Héros de Novossibirsk.
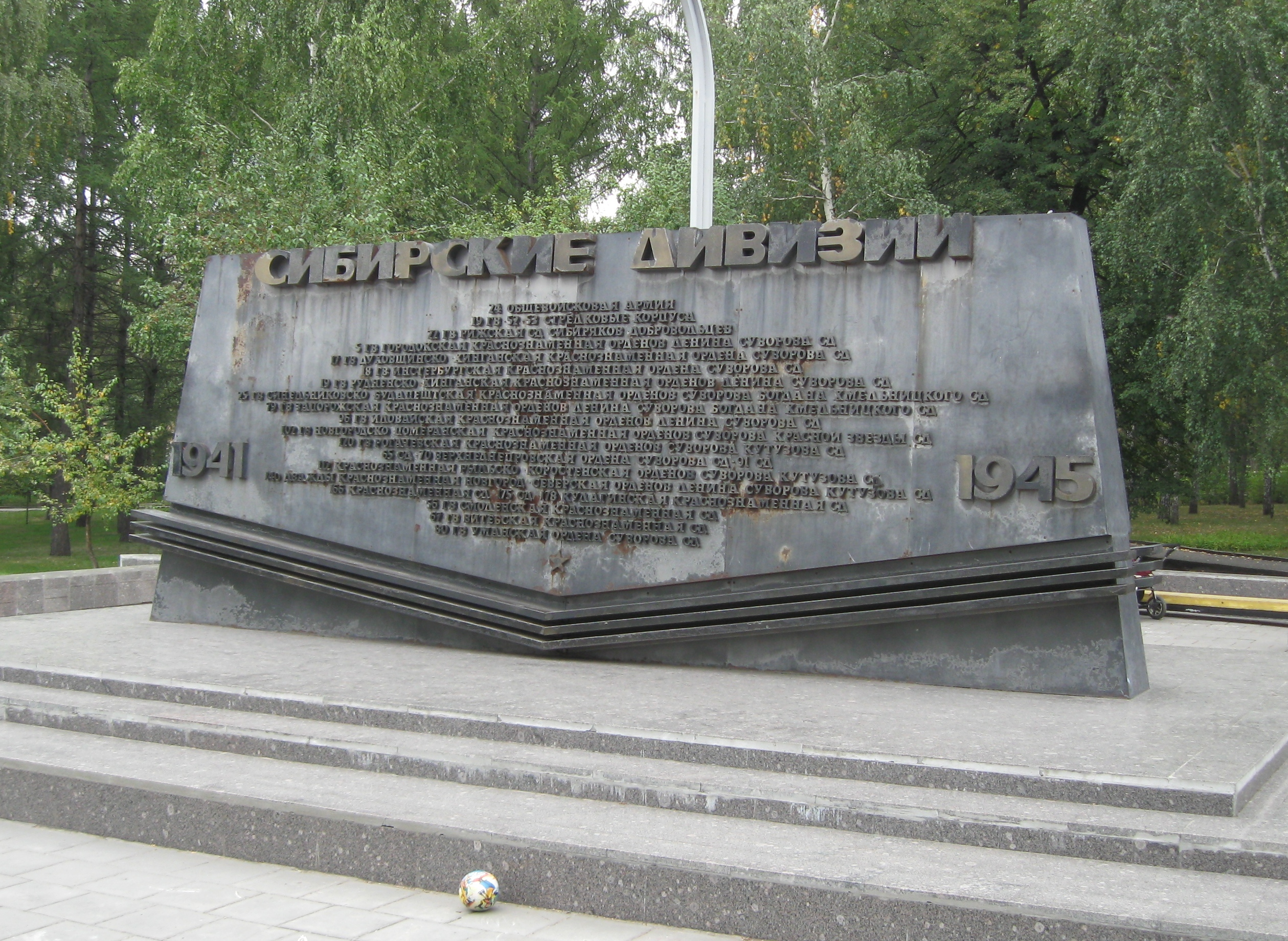
Liste des divisions sibériennes de l'Armée rouge.
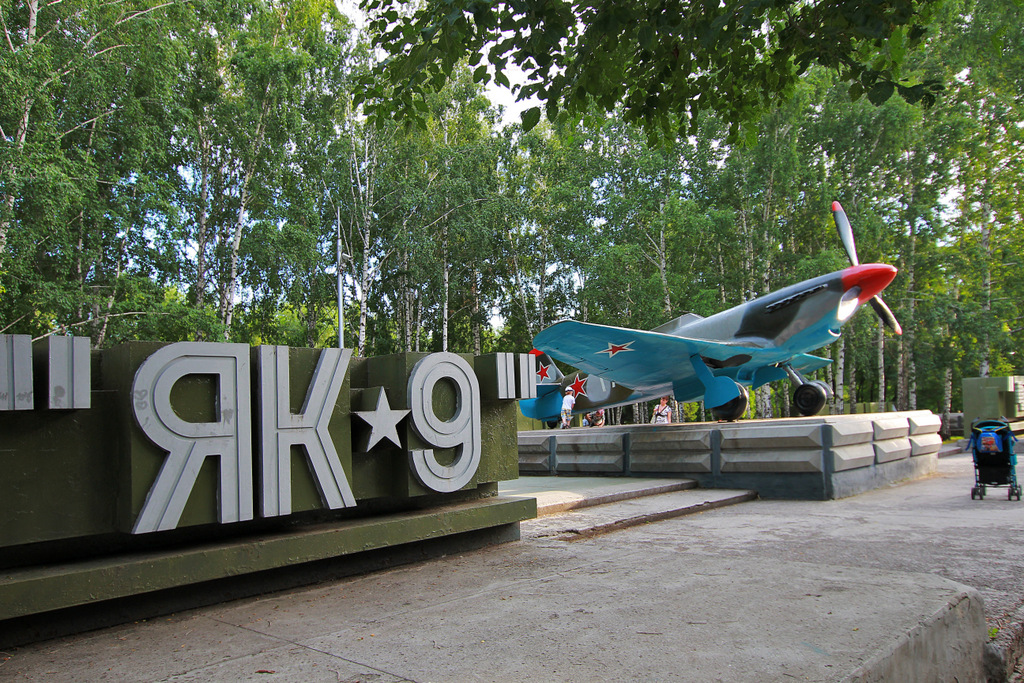
Yakovlev Yak-9.

## Matériels militaires
Un certain nombre de matériels militaires sont présentés dans le complexe mémoriel de la Gloire:
- M-30
- Yakovlev Yak-9
- ZiS-2
- ISU-152
- BM-13 Katioucha
- T-34/85